# Wilhelm Keim
Wilhelm Keim (Oberhausen, 1 december 1934 - Aken, 30 september 2018) was een Duitse scheikundige. Keim was emeritus hoogleraar technische scheikunde van de RWTH Aken in Duitsland.
Wilhelm Keim was een van de sleutelfiguren in de ontwikkeling van het SHOP-proces (Shell Higher Olefine Process). SHOP-olefinen hebben een breed scala van toepassingen in de industriële chemie, zoals voor de modificering van polyethyleen tot ethyleen-alfa-olefine-copolymeer, als grondstof voor synthetische vetalcoholen of olefine-sulfonaten.
Keim studeerde scheikunde aan de Universiteit van Münster en Saarbrücken. Hij promoveerde aan het Max-Planck-Institut für Kohlenchemie in Mülheim an der Ruhr. Na een aantal jaren in de chemische industrie werd hij hoogleraar aan de RWTH Aken, waar hij directeur was van het "Institut für Technische Chemie und Petrolchemie".
Keim heeft talrijke prestigieuze onderscheidingen gekregen en bekleedde verscheidene eervolle posities, waaronder lid van de raad van de Degussa AG, lid van de raad van bestuur van de GDCh (Gesellschaft Deutscher Chemiker) tot 1996, voorzitter van het bestuur van de DGMK Deutsche Gesellschaft für Wissenschaftliche Erdöl, Erdgas und Kohle, honorair hoogleraar aan de technische universiteit in Dalian (China), ere-hoogleraar van de universiteit in Hangzhou (China), hoogleraar Dharan King Fahd University (Saoedi-Arabië), Dr Honoris Causa Universite Lille Nord de France, lid van Academia Europaea, en erelid van de DECHEMA.